# Pókember 2.
A Pókember 2. (eredeti cím: Spider-Man 2) 2004-ben bemutatott amerikai akció-kalandfilm, a Marvel Comics világhírű képregény-sorozatának második filmadaptációja. A filmet Sam Raimi rendezte, a főszerepben pedig Tobey Maguire, Kirsten Dunst, Alfred Molina és James Franco látható. A film a Columbia Pictures, illetve a Sony Pictures Entertainment által készült.
Raimi a filmhez Doktor Octopus 1964-es képregénybeli debütálásából, az 1966-os If This Be My Destiny...! és az 1967-es Spider-Man No More! című történetekből merített ihletet. A forgatás 2003 áprilisában kezdődött New Yorkban és Los Angelesben. A további felvételek elkészítése még abban az évben történtek, és decemberben fejeződtek be.
A Pókember 2 2004. június 30-án került a mozikba, hagyományos és IMAX változatban. A film pozitív kritikákat kapott a kritikusoktól, akik dicsérték a vizuális effekteket, valamint Maguire és Molina alakítását. Világszerte 789 millió dolláros bevételt hozott, amivel az év harmadik legnagyobb bevételt hozó filmje lett.

## Cselekmény
A történet közel két évvel azután folytatódik, hogy Peter Parker legyőzte a várost fenyegető Zöld Manót, és elhagyta szerelmét, Mary Jane Watsont a bűnüldözői hivatás érdekében. Azóta Peter élete sokkal nehezebbé vált: a rengeteg szuperhősködés mellett egyetemre is jár; másodállásban pizzafutárkodik is, hogy több pénzt keressen (ezt a munkáját azonban hamar elveszti), valamint továbbra is Pókember-fotókat készít az újságnak, ahol a főnöke még mindig ugyanolyan elfogult véleménnyel van Pókemberről. A Mary Jane-nel való kapcsolata sem a régi már − a lány már továbblépett, és Peter főnökének fiával, John Jamesonnal kezd el járni, aki hamarosan el is jegyzi. Peter megpróbál minél jobban szerelme kedvében járni – aki legbelül még mindig szereti –, de különböző váratlan fordulatok mindig keresztezik az útját. Végül hősünk úgy dönt, hogy a magánélete rendbehozásának érdekében egy időre felhagy a szuperhősködéssel, és a normális életet választja. Peter döntése persze a városnak is hamar feltűnik, amikor a bűnözés vészesen megnő.
Nemsokára azonban új közellenség üti fel a fejét a városban, méghozzá egy zseniális feltaláló személyében, aki mechanikus robotkarokkal a testén garázdálkodik New Yorkban, hogy megvalósítsa a már elkezdett, de be nem fejezett tervét. Pókembernek tehát újra akcióba kell lendülnie, hogy megállítsa Dr. Octopust. Azonban nincs könnyű dolga, mivel a tudós egyezséget köt Harry Osbornnal, aki még mindig bosszút akar állni Pókemberen az apja haláláért, és aki felajánlja Octaviusnak, hogy Pókemberért cserébe megkapja tőle, ami kísérletéhez kell. Octopus, hogy magához csalja Pókembert elrabolja Mary Jane-t, és így már nem csak a város sorsa, hanem a szerelme élete is Petertől függ. Pókembernek ugyan sikerül megakadályoznia Octavius tervét, ám a felek közti hajsza közben Harry és M. J. előtt is egyaránt lelepleződik Peter kiléte, ami a további eseményeket talán teljesen felkavarhatja…

## Szereplők
| Szerep                                  | Színész         | Magyar hang                                                            |
| --------------------------------------- | --------------- | ---------------------------------------------------------------------- |
| Peter Parker/Pókember                   | Tobey Maguire   | Csőre Gábor                                                            |
| Mary Jane Watson                        | Kirsten Dunst   | Vadász Bea                                                             |
| Otto Octavius / Doctor Octopus          | Alfred Molina   | Csernák János                                                          |
| Harry Osborn                            | James Franco    | Király Attila                                                          |
| May Parker                              | Rosemary Harris | Pásztor Erzsi                                                          |
| J. Jonah Jameson                        | J. K. Simmons   | Helyey László                                                          |
| Rosalie Octavius                        | Donna Murphy    | Vándor Éva                                                             |
| John Jameson                            | Daniel Gillies  | Papp Dániel                                                            |
| Dr. Curt Connors                        | Dylan Baker     | Sebestyén András                                                       |
| Joseph `Robbie` Robertson               | Bill Nunn       | Borbiczki Ferenc                                                       |
| Louise                                  | Vanessa Ferlito | Pálfi Kata                                                             |
| Mr. Aziz                                | Aasif Mandvi    | Jantyik Csaba                                                          |
| Norman Osborn / Zöld Manó (cameoszerep) | Willem Dafoe    | Szakácsi Sándor                                                        |
| Ben Parker (cameoszerep)                | Cliff Robertson | Makay Sándor                                                           |
| Hoffman                                 | Ted Raimi       | Magyar Attila                                                          |
| Miss Brant                              | Elizabeth Banks | Gallusz Nikolett                                                       |
| Sznob színházi teremőr                  | Bruce Campbell  | Balázsi Gyula                                                          |
| Liftutas                                | Hal Sparks      | Deme Gábor (eredeti változat) Kossuth Gábor (bővített változat)        |
| Dr. Davis                               | Gregg Edelman   | Galbenisz Tomasz (eredeti változat) Kapácsy Miklós (bővített változat) |
| Mr. Ditkovich                           | Elya Baskin     | Papp János                                                             |
| Ursula                                  | Mageina Tovah   | Kovalik Ágnes                                                          |
| OsCorp képviselő                        | Peter McRobbie  | Forgács Gábor                                                          |
| Vonatvezető                             | Tom Carey       | Várday Zoltán                                                          |

## Díjak és jelölések
Oscar-díj
- díj (2005) – a legjobb vizuális effektusok – John Dykstra, John Frazier, Anthony LaMolinara, Scott Stokdyk
- jelölés (2005) – a legjobb hangvágás – Paul N. J. Ottosson
- jelölés (2005) – a legjobb hangkeverés – Kevin O'Connell, Greg P. Russell, Jeffrey J. Haboush, Joseph Geisinger, Paul N. J. Ottosson

BAFTA-díj
- jelölés (2005) – a legjobb vizuális effektusok – John Frazier, Anthony LaMolinara, Scott Stokdyk, John Dykstra
- jelölés (2005) – a legjobb hang – Jeffrey J. Haboush, Greg P. Russell, Kevin O'Connell, Paul N.J. Ottosson

## Folytatás
2004 márciusában, három hónappal a Pókember 2. megjelenése előtt a Sony bejelentette, hogy tervezik a folytatást. A Pókember 3. 2007. május 4-én debütált.